# Palazzo Medici-Riccardi
Palazzo Medici-Riccardi is een stadspaleis aan de Via Camillo Cavour in Florence in Italië. Het was het 'palazzo' en de woning van de vooraanstaande familie de' Medici. Het ligt dicht bij de Basilica San Lorenzo. In de tijd van de Medici's werd de straat waaraan het paleis ligt de Via Larga genoemd.
Cosimo de' Medici de Oude gaf Michelozzo in 1444 de opdracht tot de bouw van het paleis. Het bleef ongeveer een eeuw in handen van de Medici en werd toen verkocht aan de familie Riccardi.
Gewoond heeft er onder anderen Catharina de' Medici, de latere koningin van Frankrijk, die er als kind door haar oom Giulio de' Medici (paus Clemens VII) werd geïnstalleerd.
Het paleis heeft twee verdiepingen rond een binnenplaats met een hoge zuilengalerij met beelden vanaf de 16e eeuw.
Het heeft een eigen kleine kapel en een tuin. De muren van de kapel zijn versierd met fresco’s van Benozzo Gozzoli uit 1459, met onder andere de Optocht van de drie Koningen.
Op de eerste verdieping bevindt zich de rijk gedecoreerde 'Zaal Luca Giordano'. Deze galerij werd gebouwd in opdracht van de Riccardi’s eind 17e eeuw. Het heeft een plafond met een fresco Apotheose van de tweede Medici-dynastie van Luca Giordano.
Het paleis is opengesteld voor bezoekers.